# اما رالف
اِما رالف (انگلیسی: Emma Relph) بازیگر اهل بریتانیا است. او دانش‌آموختهٔ مدرسه مرکزی سلطنتی گفتار و نمایش و دختر مایکل رلف است.
از فیلم‌ها یا برنامه‌های تلویزیونی که وی در آن نقش داشته‌است، می‌توان به حرفه‌ای‌ها، یورکا، پرده دو، از سرزمینی دور و جادوگرها اشاره کرد.